# میگوی نوارقرمز
میگوی نوارقرمز (نام علمی: Caridina striata) نام یک گونه از فروراسته میگوهای اصلی است.